# Prince Regent Inlet
Prince Regent Inlet ist eine Meerenge im Arktischen Ozean im kanadischen Territorium Nunavut. Im kanadisch-arktischen Archipel gelegen, trennt sie die Somerset-Insel im Westen von der zur Baffininsel gehörenden Brodeur Peninsula im Osten und verbindet den Lancastersund im Norden mit dem Golf von Boothia im Süden.
An der schmalsten Stelle hat der Prince Regent Inlet eine Breite von 64 Kilometern. Es befinden sich keine Siedlungen an der Küste der Meerenge und es befinden sich auch keine Inseln in ihr.